# Kawitacja

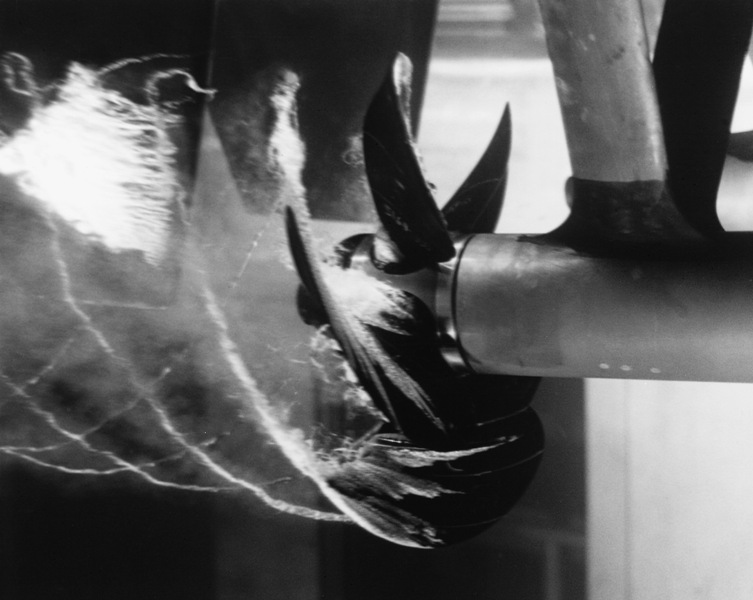
Kawitacja wokół śruby, eksperyment w tunelu wodnym

Kawitacja – zjawisko fizyczne polegające na gwałtownej przemianie fazowej z fazy ciekłej w fazę gazową pod wpływem zmniejszenia ciśnienia. Jeżeli ciecz gwałtownie przyspiesza zgodnie z zasadą zachowania energii, ciśnienie statyczne cieczy musi zmaleć. Dzieje się tak np. w wąskim otworze przelotowym zaworu albo na powierzchni śruby napędowej statku. Kawitacja występuje wyłącznie w cieczach.

## Wpływ czynników na kawitację
Temperatura wrzenia cieczy zależy od jej ciśnienia i im ciśnienie to jest niższe, tym niższa temperatura wrzenia. Lokalny spadek ciśnienia statycznego prowadzić może do wrzenia cieczy i tworzenia się pęcherzyków gazu (łac. cavum = pusty). Kiedy ciecz opuści obszar szybkiego przepływu, ciśnienie statyczne ponownie rośnie. Pęcherzyki zapadają się, a często gwałtownie implodują, co wytwarza fale uderzeniowe.
Głównym czynnikiem wpływającym na występowanie kawitacji jest temperatura cieczy. Wpływ na zjawisko kawitacji w cieczy o danej temperaturze mają przede wszystkim jej prędkość, kształt powierzchni z jaką się kontaktuje, występowanie w cieczy zanieczyszczeń i inne.
Rejon objęty kawitacją jest obszarem burzliwego (turbulentnego) przepływu cieczy. Ruch taki charakteryzuje się wielką złożonością, zaś wystąpienie kawitacji dodatkowo utrudnia jego opis, ponieważ ciecz jako taka traci ciągłość i należy taki przepływ opisywać jako przepływ wielofazowy (to znaczy taki, w którym bierze udział wiele faz jednej substancji: np. wody w fazie ciekłej i gazowej, oraz następują przemiany termodynamiczne).
Kawitacja jest gwałtownym i najczęściej bardzo niepożądanym zjawiskiem. Lokalne nagłe zmiany ciśnienia mogą przekraczać ciśnienie cieczy nawet kilkusetkrotnie, a powstające uderzenia są tak silne, iż mogą zniszczyć niemal dowolny materiał.

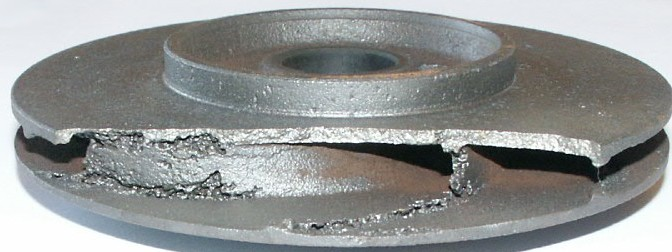
Uszkodzenie spowodowane zjawiskiem kawitacji

Powstające podczas implozji bąbelków gazu fale uderzeniowe powodują mikrouszkodzenia śrub okrętowych, łopat turbin, zaworów i innych elementów i znacząco skracają czas ich eksploatacji.

## Znaczenie i zastosowanie
Kawitacja jest jednym z głównych źródeł hałasu, co stanowi szczególny problem na przykład na okrętach podwodnych, czy w instalacjach pracujących pod wysokim ciśnieniem. Współcześnie coraz częstszą uciążliwością staje się też kawitacja występująca w tunelach sterów strumieniowych, zamontowanych na małych statkach specjalistycznych wykorzystujących tzw. DP (system dynamicznego pozycjonowania) oraz na statkach pasażerskich wyposażonych w takie stery, w celu uzyskania dużej manewrowości w ciasnej zabudowie portowej.
Kawitacja może mieć jednak także użyteczne zastosowania, takie jak produkcja emulsji, czyszczenie powierzchni, pompa kawitacyjna.
Aktualnie prowadzone są badania nad torpedą superkawitacyjną. Dzięki umieszczeniu na przodzie torpedy odpowiednio ukształtowanego stożka lub tzw. śmigła kawitacyjnego, następuje zjawisko superkawitacji. Dzięki temu torpeda de facto porusza się nie w otoczeniu cieczy, lecz gazu, co znacznie zmniejsza opór ośrodka i teoretycznie pozwala jej osiągnąć prędkości zbliżone do prędkości rozchodzenia się dźwięku w powietrzu.
Kawitacja występuje także podczas intensywnego podgrzewania cieczy i to ona jest odpowiedzialna za syczenie wody podczas jej podgrzewania.

## Podział
Podział zjawiska kawitacji według kształtu obłoku kawitacyjnego pojawiającego się za opływanym ciałem:
- wędrująca kawitacja pęcherzykowa – pęcherzyki przesuwają się wzdłuż przedmiotu opływanego i stają się widoczne w pobliżu obszaru o najmniejszym ciśnieniu,
- kawitacja pęcherzykowa w warstwie ścinania – pęcherzyki narastają na powierzchni przedmiotu i następnie są zrywane przez przepływ,
- kawitacja pasmowa przyłączona – obszar kawitacji to kawerna z gładką powierzchnią wypełnioną jednorodną mieszaniną parowo-gazową:
  - miejscowa kawitacja przyłączona
  - miejscowa kawitacja pęcherzykowa
  - kawitacja wirowa.

W Polsce tunel kawitacyjny posiada Centrum Techniki Okrętowej S.A. z siedzibą w Gdańsku.

## Kawitacja w turbinach wodnych
Istnieją cztery zasadnicze rodzaje kawitacji, które mogą wystąpić w turbinach wodnych:
- kawitacja powierzchniowa – zjawisko kawitacji powstające w przestrzeniach przylegających do omywanych powierzchni elementów turbiny,
- kawitacja przestrzenna – zjawisko kawitacji powstające w przestrzeni wodnej w pewnym oddaleniu od omywanych powierzchni elementów turbiny,
- kawitacja osiowa – zjawisko kawitacji przestrzennej powstające w osi rury ssącej, zazwyczaj przy spływie wody z opływki wirnika,
- kawitacja szczelinowa – zjawisko kawitacji powstające w otoczeniu szczelin między ruchomymi i nieruchomymi elementami turbiny.